# باول باومغارتنر
باول باومغارتنر هو عازف بيانو سويسري، ولد في 21 يوليو 1903 في Altstätten ‏ في سويسرا، وتوفي في 19 أكتوبر 1976 في لوكارنو في سويسرا.

## وصلات خارجية
- باول باومغارتنر على موقع ميوزك برينز (الإنجليزية)
- باول باومغارتنر على موقع ديسكوغز (الإنجليزية)